# Marc Degryse
Marc Gabriel Degryse (Roeselare, 1965. szeptember 4. – ) belga válogatott labdarúgó.

## Pályafutása

### Klubcsapatban
Roeselareban, Nyugat-Flandriában született. Pályafutását 1983-ban a Club Brugge együttesében kezdte, mellyel bajnokságot, kupát és szuperkupát is nyert. 1989-ben az Anderlecht igazolta le, melynek színeiben négy bajnoki címet szerzett és 1991-ben elnyerte a belga aranycipő díját.
1995 nyarán Angliába szerződött a Sheffield Wednesdayhez, ahol egy szezont játszott és 1996-ban távozott a holland PSV Eindhovenhez. 1997-ben holland bajnok és szuperkupagyőztes lett. 1998-ban hazatért Belgiumba a KAA Gent csapatához, de egy évvel később onnan is távozott és a Germinal Beerschot együttesében folytatta a pályafutását. 2002-ben, közel 37 évesen vonult vissza az aktív játéktól.

### A válogatottban
1984 és 1996 között 63 alkalommal szerepelt a belga válogatottban és 23 gólt szerzett. Részt vett az 1990-es és az 1994-es világbajnokságon, ahol a Marokkó elleni csoportmérkőzésen az ő góljával nyertek 1–0-ra.

## Sikerei
Club Brugge
- Belga bajnok (1): 1987–88
- Belga kupa (1): 1985–86
- Belga szuperkupa (2): 1986, 1988

RSC Anderlecht
- Belga bajnok (4): 1990–91, 1992–93, 1993–94, 1994–95
- Belga kupa (1): 1993–94
- Belga szuperkupa (2): 1993, 1995
- Kupagyőztesek Európa-kupája döntős (1): 1989–90

Egyéni
- Belga aranycipő (1): 1991
- Az év belga labdarúgója (4): 1987–88, 1989–90, 1994–95, 1999–2000